# Tajvani cinege
A tajvani cinege (Machlolophus holsti) a verébalakúak (Passeriformes) rendjébe, ezen belül a cinegefélék (Paridae) családjába tartozó faj.

## Rendszerezése
A fajt Henry Seebohm amerikai amatőr ornitológus írta le 1856-ban, a Parus nembe Parus holsti néven. Egyes szervezetek jelenleg is ide sorolják.

## Előfordulása
Délkelet-Ázsiában, Tajvan szigetén honos. Természetes élőhelye a mérsékelt övi erdők, valamint városi régiók. Állandó, nem vonuló faj.

## Megjelenése
Testhossza 12,5–13 centiméter.

## Életmódja
Főleg rovarokkal táplálkozik, a fiókákat elsősorban hernyókat eteti.

## Természetvédelmi helyzete
Az elterjedési területe kicsi, egyedszáma pedig csökken. A Természetvédelmi Világszövetség Vörös listáján mérsékelten fenyegetett fajként szerepel.